# Bistum Nagoya
Das Bistum Nagoya (lat.: Dioecesis Nagoyaensis, jap. カトリック名古屋教区, katorikku Nagoya kyōku) ist eine in Japan gelegene römisch-katholische Diözese mit Sitz in Nagoya.

## Geschichte
Das Bistum Nagoya wurde am 18. Februar 1922 durch Papst Pius XI. mit der Apostolischen Konstitution In hac sublimi aus Gebietsabtretungen des Erzbistums Tokio und der Apostolischen Präfektur Niigata als Apostolische Präfektur Nagoya errichtet. Die Apostolische Präfektur Nagoya wurde am 16. April 1962 durch Papst Johannes XXIII. mit der Apostolischen Konstitution Praefectura Apostolica zum Bistum erhoben und dem Erzbistum Osaka als Suffraganbistum unterstellt.

## Territorium
Das Bistum Nagoya umfasst die Präfekturen Aichi, Fukui, Gifu, Ishikawa und Toyama.

## Ordinarien

### Apostolische Präfekten von Nagoya
- Joseph Reiners SVD, 1926–1941
- Peter Magoshiro Matsuoka, 1945–1962

### Bischöfe von Nagoya
- Peter Magoshiro Matsuoka, 1962–1969
- Aloysius Nobuo Soma, 1969–1993
- Augustinus Jun’ichi Nomura, 1993–2015
- Michael Gorō Matsuura, seit 2015